# Gare de La Châtaigneraie
La gare de La Châtaigneraie est une gare ferroviaire française fermée de la ligne de Breuil-Baret à Velluire. Elle est située sur le territoire de la commune de La Châtaigneraie dans le département de la Vendée en région Pays de la Loire.

## Situation ferroviaire
Établie à 123 mètres d'altitude, la gare de La Châtaigneraie est située au point kilométrique (PK) 6,53 de la ligne de Breuil-Barret à Velluire, entre les gares fermées de Breuil-Barret et de Bourneau  Mervent.

## Histoire
La gare de La Châtaigneraie est inaugurée le 28 mai 1890 par la Compagnie du chemin de fer de Paris à Orléans (PO), à l’occasion de la mise en exploitation de la ligne ferroviaire reliant Breuil-Barret à Velluire. Cet établissement constituait un point nodal du parcours entre Breuil-Barret et Fontenay-le-Comte, marqué notamment par la présence du viaduc de Coquilleau, édifié à proximité. La gare assurait tant le transit des voyageurs que l’acheminement des marchandises, incluant les denrées agricoles et les productions artisanales de la région, participant ainsi à l’essor économique du territoire.
Au cours du XXe siècle, l’importance de la gare s’amenuise parallèlement à la diminution du trafic ferroviaire. La desserte entre Breuil-Barret et La Châtaigneraie cesse définitivement le 10 novembre 1989, sonnant le glas de l’activité ferroviaire en ces lieux. Par la suite, l’emplacement de l’ancienne gare a été reconverti à des fins d’utilité publique, des travaux ayant été partiellement réceptionnés en 2020.